# Грчка добровољачка гарда
Грчка добровољачка гарда (грч. Ελληνική Εθελοντική Φρουρά) представљала је највећу и најбоље организовану војну јединицу коју су чинили добровољци из Грчке, а који су се током рата у Босни и Херцеговини борили на српској страни. Седиште гарде налазило се у Власеници, на истоку Републике Српске, а сама гарда је деловала у оквирима Дринског корпуса Војске Републике Српске.
Грчка добровољачка гарда је уживала велику подршку војног руководства Републике Српске, а посебно генерала Ратка Младића на чију наводну иницијативу је, након ослобађања Сребренице у којој су учествовали и припадници ове гарде, у том граду извешена и грчка застава на рушевинама православне цркве.
Први одред грчких добровољаца који је чинило око тридесетак војника стигао је у источну Босну током 1993. године, да би до марта 1995. број добровољаца осетно порастао. Већину добровољаца чинили су припадници радикалних ултрадесних организација, посебно чланови Златне зоре (грч. Λαϊκός Σύνδεσμος – Χρυσή Αυγή).
Иако су бошњачке власти у неколико наврата директно оптуживале припаднике Грчког добровољачког одреда за злочине почињене у Сребреници током 1995. године, а поједини припадници одреда су чак и били на информативном разговору у Министарству унутрашњих послова Грчке, никада није доказано деловање припадника ове гарде у масовним злочинима над Бошњацима на том подручју. У септембру 1995. четири припадника Гарде су због исказаног херојства у борбама награђени орденом Белог орла.